# Nicolás Núñez
Nicolás Arnaldo Núnez Rojas (Santiago del Cile, 12 settembre 1984) è un allenatore di calcio ed ex calciatore cileno, di ruolo centrocampista, tecnico del Magallanes.